# Otto von Linstow (Geologe)
Otto August Hartwig von Linstow (* 23. April 1872 in Ratzeburg; † 15. Oktober 1929 in Berlin) war ein deutscher Geologe.

## Leben und Wirken
Nach Gymnasialbesuch in Hameln und Göttingen (Abitur 1892) studierte er an den Universitäten Göttingen und Heidelberg sowie an den Bergakademien in Clausthal und Berlin. 1896 promovierte er in Göttingen zum Dr. phil. Danach begann er zunächst als Bergreferendar und Steiger am Deister, wechselte aber noch im gleichen Jahr als Assistent zum Mineralogischen Institut der Königlichen Preußischen Geologischen Landesanstalt.
1904 wurde er Bezirksgeologe, 1911 Landesgeologe. 1916 erhielt er den Titel Professor, nachdem er schon 1907/08 Vorlesungen am Polytechnikum in Köthen gehalten hatte. Im Ersten Weltkrieg war er 1917/18 als Kriegsgeologe in einer Vermessungsabteilung an der Ostfront eingesetzt. 1928 erfolgte seine Ernennung zum Abteilungsleiter für die Wasserversorgung des mitteldeutschen Braunkohlenreviers. Im Jahr 1920 wurde er zum Mitglied der Leopoldina gewählt.
Er starb an den Folgen einer Schussverletzung nach einem Überfall im Berliner Grunewald.
Schwerpunktmäßig befasste er sich mit der geologischen Kartierung des norddeutschen Flachlandes. Weiterhin betrieb er paläogeographische, botanische, zoologische und ökologische Studien. Er befasste sich mit Quartär-Geologie (Eiszeitalter) und dem Trias in Solling und Reinhardswald. Er fertigte verschiedene Gutachten zur Hydrogeologie, Wasserversorgung und Grundwassergüte an und verfasste zahlreiche fachspezifische Veröffentlichungen.
Er war Mitglied der Deutschen Geologischen Gesellschaft und der Paläontologischen Gesellschaft.
Er war der Sohn des Militärarztes und Zoologen Otto von Linstow (1842–1916). Seine letzte Ruhestätte befindet sich nach Umbettung auf dem Südwestkirchhof Stahnsdorf. Von Linstow war seit 1912 verheiratet. Sein Sohn Wolfgang von Linstow (1913–1979) baute bei den Berliner Verkehrsbetrieben eine historische Fahrzeugsammlung im Betriebshof Britz auf. Nach der Auflösung der Sammlung im Jahr 1993 kamen die meisten Fahrzeuge teilweise ins Deutsche Technikmuseum Berlin oder wurden seitdem vom Denkmalpflege-Verein Nahverkehr Berlin betreut.

## Schriften
- Die Tertiärabtragungen im Reinhardswalde bei Cassel, Berlin 1899. (Diss.)
- Die organischen Reste der Trias von Lüneburg. Jahrbuch der Königlich Preussischen Geologischen Landesanstalt und Bergakademie zu Berlin für 1903, 129 – 164, Tafel 12, Berlin 1904
- Die geologische Literatur des Herzogtums Anhalt, Berlin 1909.
- Das Alter der Knollensteine von Finkenwalde bei Stettin sowie die Verbreitung dieser Bildungen in Nord- und Ostdeutschland, Berlin 1912.
- Die Verbreitung der tertiären und diluvialen Meere in Deutschland, Berlin 1922.
- Die natürliche Anreicherung von Metallsalzen und anderen anorganischen Verbindungen in den Pflanzen, Dahlem 1924.
- Die im Mitteldevon auftretenden Mineralquellen am Westrand der Russisch-Galizischen Tafel, Berlin 1929.
- Bodenanzeigende Pflanzen, Berlin 1929.